# Мост Солидарности (Дуйсбург)
Мост Солидарности (нем. Brücke der Solidarität) — стальной арочный мост через реку Рейн, расположенный между районами Хохфельд (de:Hochfeld) и Рейнхаузен (de:Duisburg-Rheinhausen) города Дуйсбург (земля Северный Рейн — Вестфалия, Германия). Мост расположен на расстоянии 775,28 км от истока Рейна.

Вместе с мостом Крефельд–Юрдинген мост Солидарности является тематическим пунктом «Путь индустриальной культуры» (de:Route der Industriekultur) Рурского региона.

## История
Первый мост на месте нынешнего моста Солидарности начал строиться в январе 1934 года и был торжественно открыт 22 мая 1936 года рейхсминистром народного просвещения и пропаганды Йозефом Геббельсом. Мост получил имя адмирала Шпее (нем. Admiral-Graf-Spee-Brücke). Смета на строительство моста составила 6,75 млн. рейхсмарок. 4 марта 1945 года мост адмирала Шпее был взорван отступающими войсками вермахта одновременно с железнодорожным мостом Дуйсбург-Хохфельд.

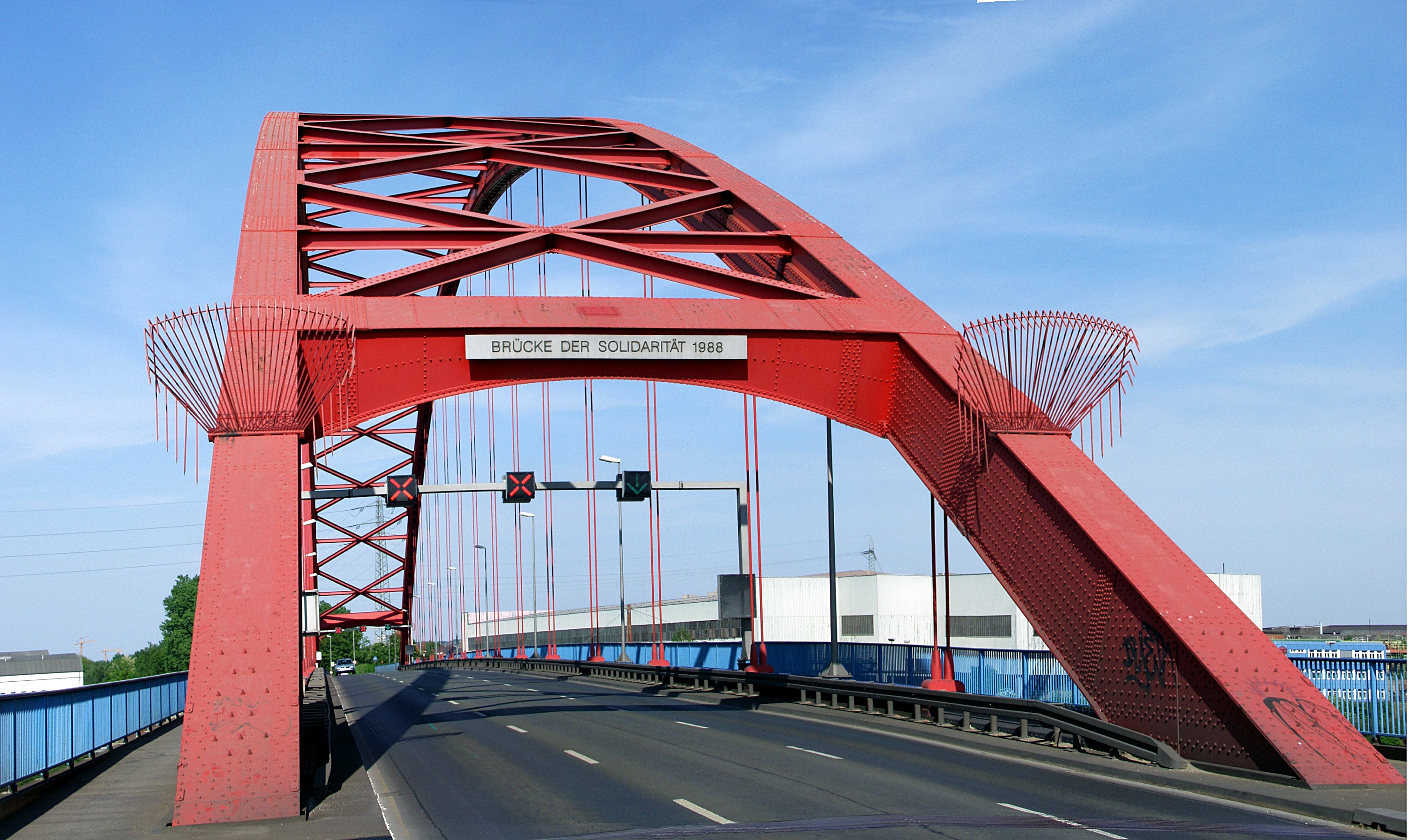
Мост Солидарности (на переднем плане хорошо видны вывеска с названием моста и светофоры, регулирующие движение по мосту)

После окончания второй мировой войны было принято не восстанавливать мост, а на его месте построить новый. Строительство началось в июле 1945 года, а движение по мосту было открыто 3 июля 1950 года. Стальные конструкции моста были изготовлены предприятием «Hütten- und Bergwerke Rheinhausen AG» (de:Hütten- und Bergwerke Rheinhausen) в Рейнхаузене. Основной пролёт моста, составляющий 255,91 м, являлся до 2010 года самым длинным арочным пролётом в Германии.
Мост адмирала Шпее имел четыре полосы для движения транспорта, новый мост, строившийся в условиях послевоенного экономического упадка, имеет только три полосы, направление движения по которым осуществляется с помощью светофорного регулирования.
В начале 1990-х годов мост был реконструирован, в частности были заменены конструкции моста на левом берегу Рейна, которые сохранялись ещё со времён моста адмирала Шпее.

## Технические данные
- Высота арки — 35,5 м
- Конструкция полотна — стальные балки с высотой профиля 4320 мм и длиной 12,4 м, соединённые заклёпками
- Схема пролетов — 7×43.03 м — 3×75.02 м — 255.10 м — 21.60 м — 19.50 м
- Общая длина — 751 м
- Ширина моста — 14,8 м
- Ширина проезжей части — 9 м (3×3 м)
- Ширина велосипедной дорожки — 2×1,1 м
- Ширина тротуара — 2×1,8 м

## Происхождение имени
В 1987 году начались массовые протестные акции против закрытия сталеплавильного завода «Hütten- und Bergwerke Rheinhausen AG». 10 декабря 1987 года рабочие завода блокировали движение по мосту между Рейнхаузеном и Хохфельдом. Кроме моста в Рейнхаузене рабочие заблокировали мост Нойнкамп, а также виллу Круппов в Эссене. Пикеты продолжались несколько месяцев и получили название «Стального кризиса» (de:Stahlkrise). 20 января 1988 года Мост в Рейнхаузене, который стал символом борьбы рабочих за свои права, был переименован в мост Солидарности. В этот день свыше 50 000 сталеваров с более чем 60 металлургических заводов провели на мосту массовую акцию, а ученики учебно-производственных мастерских Крупа изготовили и вывесили на мосту табличку с новым именем. Несколько позже это название было официально утверждено городским управлением Дуйсбурга.